# راکی هیل (ناکسویل)
راکی هیل (به انگلیسی: Rocky Hill) یک منطقهٔ مسکونی در ایالات متحده آمریکا است که در ناکسویل، تنسی واقع شده‌است. راکی هیل ۳۰۶ متر بالاتر از سطح دریا واقع شده‌است.